# 반조 투이
《반조 투이》(Banjo-Tooie)는 레어가 개발하고 닌텐도가 배급한 2000년 액션 어드벤처 플랫폼 게임이다. 《반조 카주이》 시리즈 두 번째 작품이자 《반조 카주이 (1998)》의 후속작으로, 닌텐도 64로 제작돼 북미 지역에서 2000년 11월 20일 처음 발매됐다.
플레이어는 전작의 주인공 반조와 카주이를 다시 조작하며 세계를 멸망하려는 그런틸다 마녀 자매들의 음모를 막는 이야기를 그렸다. 전작보다 거대한 레벨을 무대로 하는 것이 특징이며 퍼즐 풀기, 아이템 모으기, 적 상대하기 등 다양한 과제를 수행해 게임을 진행하는 것이 목표이다. 본편 외에 최대 4인이 미니게임을 통해 경쟁하는 다인용 모드를 지원한다.
게임 개발은 전작 출시 직후인 1998년 6월에 시작했다. 닌텐도 64 기기의 한계와 촉박한 개발기간으로 인해 일부 기능이 게임에서 삭제됐다. 출시 당시 《반조 투이》는 그래픽과 폭넓은 게임 무대로 긍정적인 평가를 받았으나 불안정한 프레임레이트같은 기술적 문제를 지적받았다. 2009년에 엑스박스 360의 엑스박스 라이브 아케이드 서비스를 통해 재출시됐다. 2015년 엑스박스 원으로 발매된 합본 《레어 리플레이》에 수록됐다.

## 반응
《반조 투이》는 리뷰 애그리게이터 웹사이트 메타크리틱에서 90/100점을 기록해 "전폭적인 호평"을 받았다. 전세계 판매량은 2008년 기준 149만 장이었다.

### 내용주
1. 1 2  엑스박스 360판은 4J 스튜디오스가 개발하고 엑스박스 게임 스튜디오가 배급.

### 참조주
1. 1 2  “Banjo-Tooie”. 《Metacritic》. 2013년 10월 24일에 원본 문서에서 보존된 문서. 2014년 3월 10일에 확인함.
2. ↑  Gavin Frankle. “Banjo-Tooie”. 《AllGame》. 2010년 2월 16일에 원본 문서에서 보존된 문서. 2014년 7월 2일에 확인함.
3. ↑  “Banjo-Tooie”. 《Edge》. 93호 (Future Publishing). January 2001. 100–101쪽.
4. ↑  “ニンテンドウ64 - バンジョーとカズーイの大冒険2”. 《Famitsu》. 915호 (Enterbrain, Inc.). 2006년 6월 30일. 31쪽.
5. ↑  Johnny Liu (2000년 12월 1일). “Banjo-Tooie Review”. 《GameRevolution》. 2014년 3월 10일에 원본 문서에서 보존된 문서. 2014년 3월 10일에 확인함.
6. ↑  Gavin Frankle (2000년 11월 17일). “Banjo-Tooie”. 《GamePro》. 2008년 12월 28일에 원본 문서에서 보존된 문서. 2008년 12월 28일에 확인함.
7. ↑  Shane Satterfield (2000년 11월 22일). “Banjo-Tooie Review”. 《GameSpot》. 2014년 3월 10일에 원본 문서에서 보존된 문서. 2014년 3월 10일에 확인함.
8. ↑  Fran Mirabella III (2000년 11월 20일). “Banjo-Tooie”. 《IGN》. 2013년 5월 5일에 원본 문서에서 보존된 문서. 2014년 3월 10일에 확인함.
9. ↑  Green, Mark (May 2001). “Banjo-Tooie”. 《N64 Magazine》. 54호 (Future Publishing). 40–47쪽.
10. ↑  Rice, Kevin (February 2001). “Banjo-Tooie”. 《Next Generation》. 3권 2호 (Imagine Media). 79쪽.
11. ↑  “Now Playing”. 《Nintendo Power》. 139권 (Nintendo of America). December 2000. 144쪽.
12. ↑  “2008 CESA Games White Paper”. 《Install Base》 (미국 영어). 2021년 11월 26일. 2023년 11월 17일에 확인함.